# Labrichthys unilineatus
Labrichthys unilineatus ist eine Fischart aus der Familie der Lippfische (Labridae). Sie kommt im tropischen Indopazifik von der Küste Ostafrikas bis Mikronesien vor. Nachgewiesen wurde die Art unter anderem
bei den Ryūkyū-Inseln, den Marianen, den Karolinen, den Gilbertinseln, Palau, den Marshallinseln, sowie in den Meeren um Indonesien, die Philippinen und Neuguinea.

## Merkmale

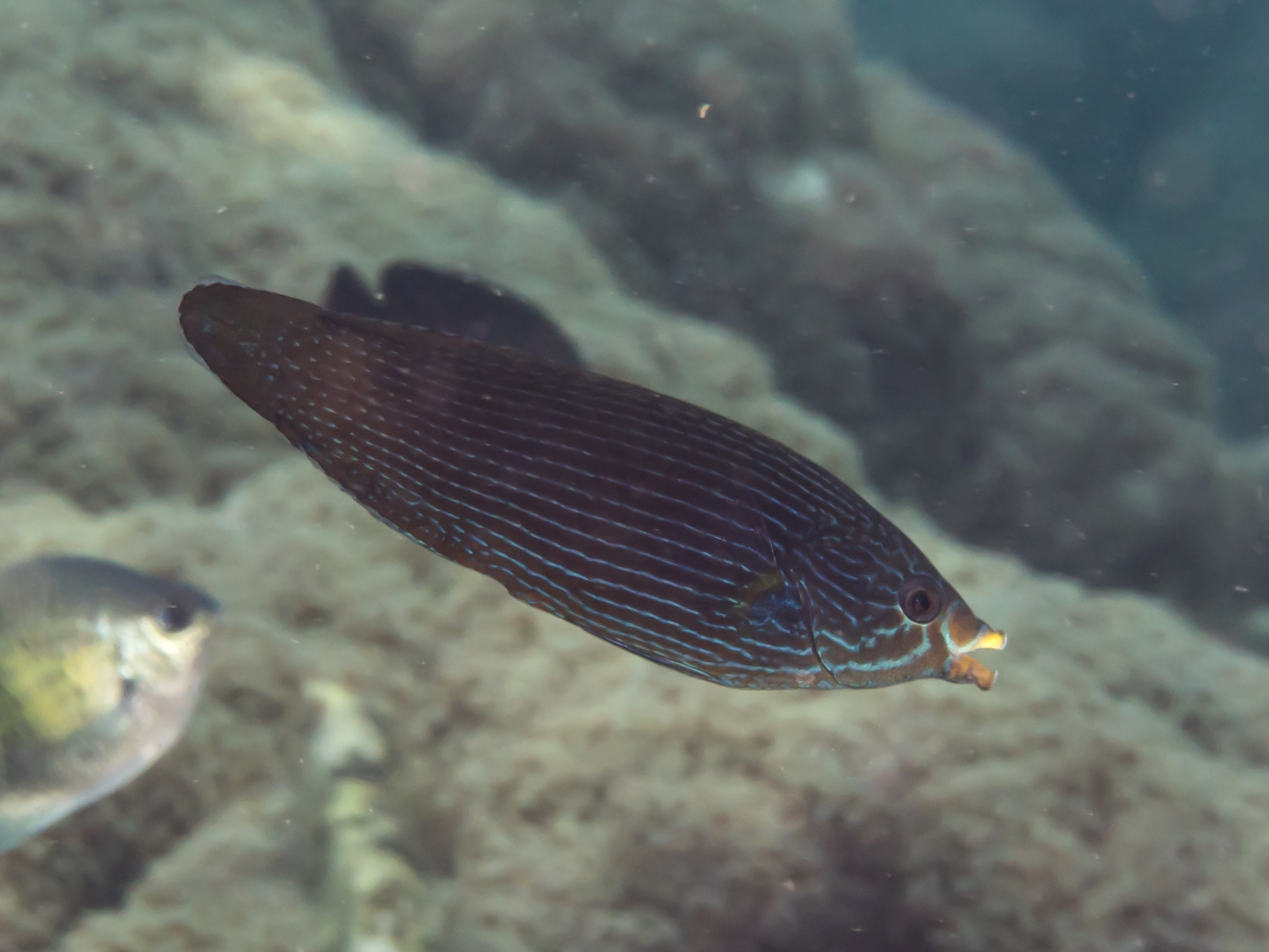
Weibchen

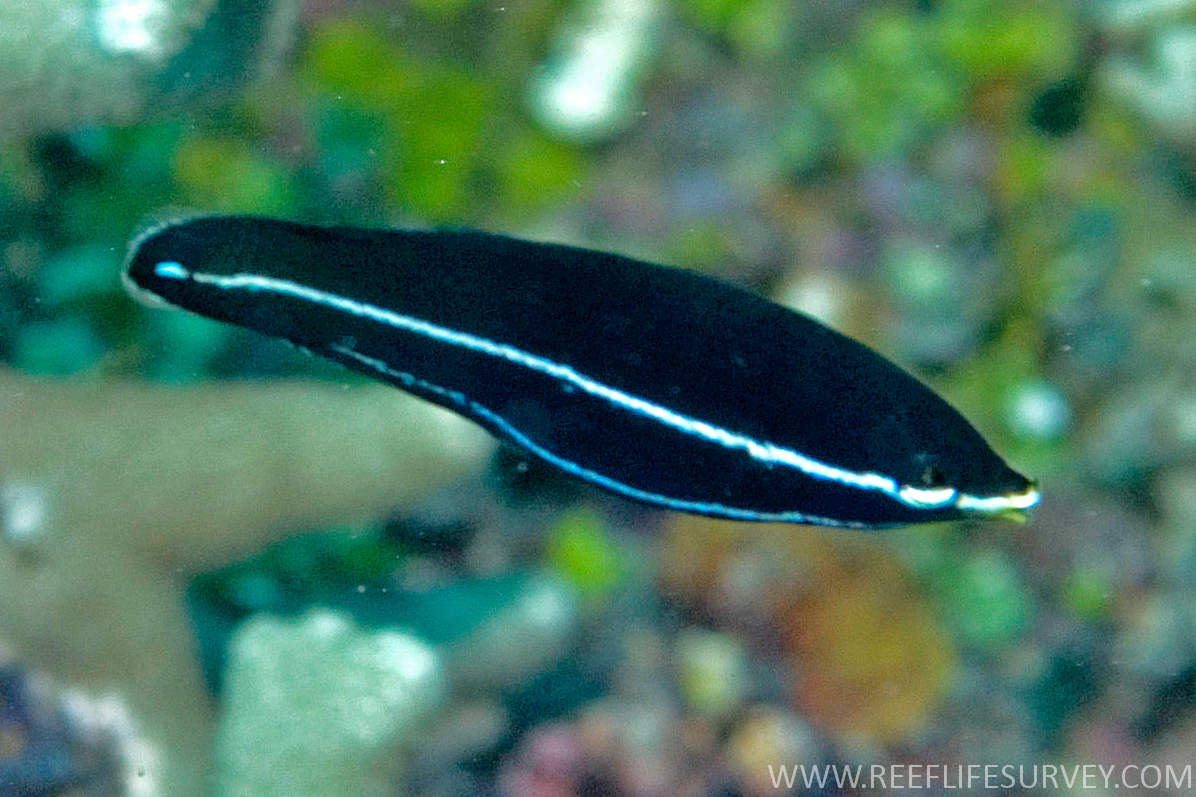
Jungfisch

Labrichthys unilineatus wird 17,5 cm lang. Der Rumpf ist seitlich abgeflacht; seine Höhe ist 2,6 bis 2,7 mal in der Standardlänge enthalten. Das obere Kopfprofil ist konvex. Das Maul steht horizontal bis leicht schräg, ist endständig und klein. Es reicht nicht bis unter die  Augen. Die Lippen sind sehr dick und fleischig und bilden bei geschlossenem Maul eine kurze Röhre. Im vorderen Bereich des Oberkiefers befinden sich zwei Paare größerer, gebogener Zähne. Die Zähne des zweiten Paars sind nur halb so groß wie die des ersten. Im Unterkiefer sitzt auf jeder Seite ein vergrößerter, gebogener Zahn an dessen Spitze gefolgt von 3 bis 5 kleineren Zähnen. Die Seitenlinie ist vollständig. Sie biegt unterhalb des ersten Rückenflossenabschnitt scharf nach unten und verläuft auf dem Schwanzstiel gerade auf dessen Mitte. Die Schwanzflosse ist abgerundet. Der Kopf ist fast vollständig beschuppt.
Morphometrie:
- Flossenformel: Dorsale IX/11; Anale III/10; Pectorale 14–15, Caudale 14(15).
- Schuppenformel: SL 26+2.
- Branchiostegalstrahlen: 5.
- Kiemenrechen: 9–10.

Wie bei vielen anderen Lippfischen unterscheiden sich bei Labrichthys unilineatus Jungfische, geschlechtsreife und alte Exemplare deutlich. Labrichthys unilineatus ist bräunlich gefärbt. Jungfische zeigen auf jeder Körperseite zwei schmale blauweiße Streifen, von denen der obere durch das Auge geht. Beide Streifen enden auf dem Schwanzstiel. Die unpaaren Flossen haben einen blauen Rand. Das Maul ist gelblich. Bei ausgewachsenen Fischen verschwinden diese Streifen und werden durch zahlreiche blaue Längsstreifen abgelöst. Oberhalb der Brustflossenbasis entsteht ein gelber Fleck, der bei großen Männchen zu einem breiten diffus gelbweißen Band wird, das sich bis zu den ersten Rückenflossenstrahlen erstreckt. Die Ränder der unpaaren Flossen und der Bauchflossen sind blau.

## Lebensweise
Labrichthys unilineatus lebt in flachen, geschützten Korallenriffen mit dichtem Steinkorallenbestand in Tiefen von 0,5 bis 10 Metern und ernährt sich von Korallenpolypen, vor allem von denen der Acroporen.